# Chevrolet Corvette
Chevrolet Corvette (transkr. Ševrolet korveta) je sportski automobil koji proizvodi Ševrolet od 1953. Automobil se ranije proizvodio u Mičigenu i Misuriju a danas u fabrici Dženeral motorsa u Bouling Grinu, Kentaki. To je bio prvi sportski auto koji se u celosti pravio u Americi. Postoji šest generacija Korvete, od C1 do C6.

## (1953-1962)
Prva generacija se pojavila 1953. a sa proizvodnjom se prestalo 1962. Proizvodnja je bila ograničena jer se svaki primerak pravio ručno tako da je model iz 1953. godine bio redak i tražen tih godina. Napravljeno je 300 primeraka. Godine 1954. je napravljena zadnja Korveta sa 6 cilindara a 1955. se prešlo na motor sa 8 cilindara (V8). Godine 1956. je dizajn potpuno obnovljen. Tokom 1957. je dodato novo ubrizgavanje benzina a sledećih nekoliko godina je takođe pomalo menjan dizajn, dodavane su nove opcije a 1961. je promenjen zadnji deo. 1962. je napravljen najsnažniji model C1, sa 360 konjskih snaga.

## ()
Drugu generaciju je dizajnirao Lari Šinoda (Larry Shinoda), a glavna inspiracija je bila ranije neproizveden dizajn (Q Corvette). Ova generacija se na tržištu pojavila 1963. a završila se 1967. Uvedene novine iz 1963. su već sledeće godine uklonjene a auto je dostizao 375 konjskih snaga. Od 1965. do 1966. kapacitet motora se povećao sa 6,5 na sedam litara. 1967. je napravljena L-88 verzija modela 427, koja je imala 430 konjskih snaga a po nekim nezvaničnim podacima čak i 550. Samo 20 primeraka je napravljeno i oni danas na aukcijama dostižu cenu od milion dolara. C2 je 1963. godine uključivala AM-FM radio i klima-uređaj.
Godine 2004, Sport kar internašional (Sports Car International) je ovaj model stavio na mesto broj 5 na listi najboljih sportskih automobila šezdesetih godina.
Tokom 1961. godine je Korveta prodala preko 10.000 automobila.
Treća generacija je počela 1968. i završila se 1982. Godine 1989. je motor imao 5,7 litara a 1970. je imao 7,5 litara. Snaga motora se menjala iz godine u godinu, 370 konjskih snaga, 425, a 1975. je spala na 165. 1982. se završila sa motorom L83 od 200 konjskih snaga.

## (1983-1996)
Sa proizvodnjom se počelo 1983. godine i svi modeli iz te godine su prodavani sledeće godine usled problema. Naime, od 44 prototipa svi sem jednog su uništeni u sudarima. Samo je prototip sa brojem 23 izbegao ovu sudbinu i danas se nalazi u Nacionalnom muzeju Korvete u Kentakiju.
Prvi primerci C4 modela su imali L83 motor, dakle mašina iz prethodnih generacija. Ova mašina je imala poseban dovod goriva nazvan Krosfajr (Crossfire), sa dvostrukim ubrizgavanjem. Na aerodinamici i konstrukciji modela su bile izvršene značajne promene, kao i na kočnicama (aluminijumske). Ima elektronsku tablu sa digitalnim likvidnim kristalnim monitorom za brzinu i taho. Dakle, samo je motor imao sličnosti sa starim modelima. Svake godine se poboljšavao i unutrašnji dizajn, tako da je C4 bio odlična konkurencija drugim sportskim automobilima. Od 1984. do 1988. godine Korveta je koristila neobičan menjač „4+3“, dakle manuelni menjač sa 4 brzine uklopljen sa automatskim u poslednje 3 brzine. To je bilo problematično pa je 1989. godine zamenjen menjač modernijim: ZF menuelnim sa 6 brzina. 1985. godine je L98 motor dostizao 230 konjskih snaga. 1988. je izašla edicija 35-godišnjice. Napravljen je limitiran broj primeraka, svaki sa ID oznakom. Auto je bio sav beo, sa belim felnama, belom karoserijom, sedištima, itd. 1992. godine je izašao motor LT1 sa 300 konjskih snaga. 1993. godine je bila 40-godišnjica. Korveta je izašla samo sa specijalnom bojom (Ruby Red), oznakama i novitetima na zadnjim sedištima. Redak paket (Ruby ZR-1) je i danas veoma tražen od strane kolekcionara. 1996. godine je Korveta imala više opcija. Grand sport, kolekcionarsku ediciju,  i V8 LT-4 mašinu od 330 konjskih snaga.
C4 je imao značajne novitete. Elektronsko ubrizgavanje goriva, ABS, vazdušne jastuke, kontrolu pogona, aluminijumske okvire za amortizere i mašinu, digitalno merenje, menjač od 6 brzina, kompjutersku kontrolu: klime, sedišta, prozora, brava, itd.

### B2K Kalavej Tvin-Turbo ()
1987, B2K je izašla iz fabrike. Kolevej je bila regularna proizvodna opcija (RPO B2K). Kasnije je ova opcija zamenjena ZR1 opcijom iako su zajedno proizvođeni 1990. i 1991. godine. Prvobitni B2K je imao 345 konjskih snaga a kasnije 450.

### (1990-1995)
Godine 1986. je Korveta prišla Lotus-ovoj GM filijali, sa idejom da razviju ultra brzi auto zasnovan na C4. Lotus je tako dizajnirao novu mašinu LT5 koja je zamenila tradicionalni korvetin L98 V8 motor. Ovaj motor je imao aluminijumski blok V8 sa 4 bregaste osovine i 32 ventila. Lotus je dizajnirao i jedinstven vazdušni sistem za mašinu a koji je povećao snagu gaseći 8 od 16 usisnih ventila kada je motor polako radio a i dalje dajući 375 konjskih snaga kada je auto išao brzo. Lotus je dodao i FX3 aktivni amortizerski sistem.
1991. sve Korvete su dobile osveženje tela, unutrašnjosti i točkova. Dalje promene su urađene 1992: ZR-1 oznake su postavljene na oba prednja branika a kao standardna opcija je dodata i kontrola vučnog pogona. 1993. Lotus je redizajnirao glave cilindara i ventila na mašini LT5, čime je povećana snaga sa 375 na 405 KS. Proizvosnja ZR-1 je prestala 1995. godine nakon što je proizvedeno 6.939 automobila.

### Grand Sport (1996)
Ova verzija je izašla 1996. godine, na kraju proizvodnje Korvete C4. Proizvedeno je 1.000 primeraka. Mašina je LT4 sa 330 konjskih snaga a spoljna boja je bila samo Admiral-plava sa belom linijom na sredini haube, crnim felnama i dvema crvenim linijama iznad prednjih točkova. Unutrašnje boje su mogle biti samo crna i crvena.

### Kolekcionarska edicija (1996)
Za obeležavanje finalne godine C4 modela, Ševrolet je napravio kolekcionarsko izdanje (Collector Edition). Broj primeraka je bio ograničen, svi su bili srebrni i rezultat dotadašnjih dostignuća ove firme. Unutrašnja boja se mogla izabrati između crvene, crne i srebrne. Da bi se videlo da ovo nije obična Korveta, na sve četiri strane auta, kao i na poleđini sedišta, su postavljene zastave sa natpisom modela.

## (1997-2004)
Proizvodnja C5 Korvete je počela 1997. a završila se 2004. Transmisija je pomerena u zadnji deo auta i redosled paljenja cilindara je promenjen. U početku je mašina imala 345 konjskih snaga a 2001. godine je snaga povećana na 350.
50-godišnjica je slavljena 20-21 juna. 2003. Chevrolet Corvette Coupéu Nešvilu, država Tenesi. Okupio se svetski karavan od 10.000 Korveta ispred Nacionalnog Korveta muzeja u Kentakiju. Održani su razni seminari, vlasnici su mogli da posete fabriku koja se nalazi pored muzeja a što nije bilo omogućeno opštoj javnosti. U oči javnosti tada je upao i model Ševrolet SSR. Viđeno je i nekoliko Korveta za trke (Corvette SS i C5-R). Tu su bili i primerci za pedesetogodišnjicu kao i nekoliko Komemorativnih izdanja iz 2004. i Indi Pejs Kar Korveta (Indy Pace Car Corvettes).

### (2001-2004)
je naslednik FRC C5 Korvete koja je debitovala od 1999. do 2001. godine. Mašina je imala 385 konjskih snaga. Auto je bio lakši od ZR-1 i zato je išao brže iako je imao manju snagu. Z06 ima bolji prenos, veće točkove, novi manuelni menjač od 6 brzina, itd. Od 2002. godine, Z06 ima 405 konjskih snaga, iako je proizvođač tvrdio da ima 425. Te i sledeće godine su uvedene neke izmene koje su olakšale auto. Ovaj model je dostizao od 0 do 100 km/h za 3,9 sekunde, a maksimalna brzina je 283 km/h.
2004. godine je izašla Korveta Z06 Komemorativna edicija sa više karbon fibera tako da je opet olakšan auto a felne su polirane aluminijumom.

## (2005-2010)
Novi model C6 je dobio kraće i uže telo, veći prostor za putnika i veći motor — 6 litara. 6.0 L LS2 V8 proizvodi 400 konjskih snaga.
Za 2008. godinu, Korveta je dobila malo osveženja. Nova mašina LS3 je porasla na 6,2 litara i ima 430 konja. Manuelni i automatski menjači su poboljšani tako da brže menjaju brzine. Automatski menjač dostiže od 0-100 km/h za 4,3 sekunde.

### (2006-2010)
Novi Z06 model je izašao jeseni 2006. godine. Ima motor od 7 litara nazvan LS7. Zvanična snaga je 505 KS, od 0-100 km/h dostiže za 3,8 sekunde. Strukturni elementi su bili od čelika a sada su od aluminijuma. Prednji branici su od karbon-fibera a veću snagu motora prate i širi branici za šire točkove. Ovaj model je tako došao do težine od 1.421 kg. Z06 je korišćen za trke 2006. godine, Dejtona 500 i Indianapolis 500. U januaru je predstavljen auto za trke (Pace Car edition Z06). 2007. godine Z06 je imao male izmene. 2008. godine auto je dobio „TR6060“ menualni menjač sa 6 brzina. Limitiran broj primeraka (3LZ) će biti sa potpuno kožnim enterijerom.

### (2009-2010)
Mediji izveštavaju o modelu ZR1 koji će se pojaviti 2009. godine a čiji je nezvanični naziv „Plavi đavo“ (engl. Blue Devil). Prvo prikazivanje ovog modela se očekuje na Severnoameričkom međunarodnom motor šou (North American International Auto Show). Motor LS9 ima 6,2 litara i proizvodi najmanje 620 konjskih snaga a cena će biti nešto ispod 100.000 dolara. maksimalna brzina je oko 320 km/h. Ovaj model je teži od Z06, kočnice su povećane i pojačane a kao opcija su uvedene i hromirane felne.

## (2011-2019)
Po izveštajima časopisa Motor Trend, C7 Korveta će debitovati 2010. godine.

## Spoljašnje veze
- Zvanični sajt Ševrolet Korvete Архивирано на веб-сајту  (6. јул 2008) (језик: енглески)
- Korveta-Evropa
- Video
- Video

1. ↑  „Карактеристике модела Chevrolet corvette C7”. Архивирано из оригинала 23. 09. 2020. г. Невалидан унос |dead-url=dead (помоћ)